# صنع الأفلام الوثائقية
صنع الأفلام الوثائقية هي عملية إنشاء مشاريع وثائقية. تشير إلى ما يفعله الأشخاص باستخدام وسائل الإعلام والمحتوى والشكل واستراتيجيات الإنتاج لأجل معالجة المشكلات، والخيارات الإبداعية والأخلاقية، والمفاهيمية التي تنشأ في أثناء قيامهم بإنتاج أفلام وثائقية أو عروض تقديمية أخرى مماثلة مبنية على حقيقة أو واقع. تقدم الكليات والجامعات دورات وبرامج في صنع الأفلام الوثائقية.
تتناول التعاريف التقليدية الموضوعة من قبل دارسي الفيلم الوثائقي معالجة صنع الأفلام الوثائقية من حيث مصطلحات الرموز الرسمية، والفئات، والاتفاقيات. تُستخدم صنع الأفلام الوثائقية من قبل صانعي الأفلام لإنشاء عروض (غير خيالية) للعالم التاريخي. تُعرف التعاريف اللاحقة التي قدمها آخرون كمناهج مختلفة للفيلم الوثائقي من حيث كيفية استخدام استراتيجيات بلاغية مثل الصوت، والهيكل، والأسلوب. تركز هذه التعاريف على المشاريع الوثائقية المنتهية وكيف ترقى إلى المفاهيم المعاصرة للحقيقة والتمثيل. ومع ذلك، قد تحول التحولات الثقافية والتكنولوجية والأسلوبية والاجتماعية الاهتمام في الدراسات الوثائقية إلى عملية التوثيق على هذا النحو. يظهر صانعو الأفلام الوثائقية ودارسو الأفلام الوثائقية على حد سواء اهتمامًا باللحظة الحالية وكيف يمكن لصانعي الأفلام الوثائقية استخدام أدوات الإعلام الجديدة لبدء تكوين مجتمعات جديدة، ومحادثات، وطرق للتعايش.

## وسائل الإعلام الناشئة
بدأت الممارسات الوثائقية الجديدة المرتبطة بالسينما الواقعية والسينما المباشرة في الظهور في منتصف الخمسينيات من القرن الماضي عندما جعلت التطورات التكنولوجية الفيلم ثم الفيديو أكثر قابلية للنقل وسهولة الوصول إليه وبأسعار معقولة. سمح هذا لمزيد من الناس بالمشاركة في التوثيق. يُعد مقطع الفيديو لعام 1991 الذي يظهر فيه رودني كينغ وهو يتعرض للتقييد من قبل الشرطة مثالاً على القوة المستمرة لهذا التحول. تمكن مواطن عادي من التقاط وحشية الشرطة مع كاميرا الفيديو الخاصة به، وتحويله من شاهد إلى مخرج هاوٍ لصناعة الأفلام الوثائقية. وقد استشهد الدارسون بالأحداث التي أعقبت الانتشار الواسع لمقطع فيديو رودني كينغ كأحد أقدم الأمثلة على «الثقافة التشاركية». تواصل وسائل الإعلام اليوم تشكيل الممارسات الوثائقية من جديد بطرق مهمة.
جعلت تقنيات التسجيل المدمجة في الأجهزة الشخصية المحمولة مثل الهواتف المحمولة المجهزة بالفيديو، والفيديو الرقمي، والكاميرات الثابتة من الممكن لأعداد كبيرة من الناس الانخراط في صحافة المواطن و«الممارسات الوثائقية». بالإضافة إلى ذلك، فإن منصات (Web 2.0) مثل مواقع مشاركة الفيديو، والصور، والمدونات تتيح الآن لـ «الوثائقيين» الهواة المشاركة والتعاون في المحتوى بطرق لم تكن متوفرة من قبل. الأعمال التي أطلقها هوارد راينجولد وجوستين هول على صحافة p2p، توجد الآن على الحدود غير الواضحة حيث تلتقي التعريفات التقليدية للصحافة والأفلام الوثائقية وتؤثر على بعضها البعض.
أدت الوعود الخاصة بتقنيات الوسائط الجديدة إلى زيادة التوقعات بتدفق أكثر لحرية الأفكار والمحتوى. يدرس العلماء كيفية انخراط المشاركين في ممارسات التوثيق في العملية الاجتماعية لاكتساب المعرفة ومشاركة القصص وتوثيق الأحداث قيد الإعداد. من خلال هذه الممارسات، تتطور الروابط الاجتماعية بين الناس والجماعات في أثناء حكمهم على ما يوصف بالمعرفة بشكل مستمر، ما يسهل ظهور ما يشير إليه بيير ليفي بالذكاء الجماعي.
من خلال تمكين المزيد من الأشخاص من تسجيل تجاربهم ومشاركتها، غيّرت تقنيات الوسائط الناشئة الطريقة التي يوثق بها الأشخاص الواقع وكيف يشاركون في الأحداث التي يقومون بتوثيقها. يمكن أن تصبح الحياة اليومية معروضة بشكل أكبر حيث يستجيب الناس للمواجهات والأحداث من خلال الممارسات الوثائقية، وإنشاء سجلات للحياة اليومية ثم مشاركتها مع الآخرين عبر الإنترنت. بالنسبة للعديد من الأشخاص، يصبح استخدام الوسائط الرقمية شكلاً من أشكال العمل الوثائقي عندما يجري إنشاء النتائج ومشاركتها عبر مواقع الشبكات الاجتماعية مثل ((MySpaceماي سبيس، وفليكر (Flickr)، وفيس بوك (Facebook).